# Józef Trojok (polityk)
Józef Trojok (ur. 8 stycznia 1935 w Kielczy, zm. 14 sierpnia 2011) – polski inżynier metalurg i polityk, poseł na Sejm PRL III i IV kadencji.

## Życiorys
Uzyskał wykształcenie wyższe w Uralskim Instytucie Politechnicznym w Swierdłowsku, z zawodu magister inżynier metalurg ze specjalnością walcownictwa stali. Po studiach w 1958 podjął pracę nauczyciela w Technikum Hutniczym w Zawadzkiem, którego był absolwentem. Następnie zatrudnił się w Hucie im. Karola Świerczewskiego (następnie Huta Andrzej) w Zawadzkiem jako inspektor nadzoru inwestycyjnego. Przez ponad 20 lat był zastępcą dyrektora Huty Andrzej ds. pracowniczych, a następnie głównym specjalistą-pełnomocnikiem dyrektora. Pełnił funkcję przewodniczącego Wojewódzkiej Komisji Związków Zawodowych w Opolu. Należał do Polskiej Zjednoczonej Partii Robotniczej, wchodził w skład egzekutywy Komitetu Wojewódzkiego partii. W 1961 i 1965 uzyskiwał mandat posła na Sejm PRL w okręgu Koźle i Nysa. Przez dwie kadencje zasiadał w Komisji Przemysłu Ciężkiego, Chemicznego i Górnictwa, ponadto w trakcie swej pierwszej kadencji pełnił funkcję sekretarza Sejmu.
Interesował się historią Huty Andrzej i gminy Zawadzkie. Pochowany 19 sierpnia 2011 na cmentarzu komunalnym w Opolu.